# Eine ganz gewöhnliche Geschichte
Eine ganz gewöhnliche Geschichte war der Titel einer ARD-Fernsehserie, produziert vom Westdeutschen Rundfunk Köln.
Insgesamt wurden 18 Episoden mit alltäglichen dramatischen Geschichten produziert, die von Oktober 1975 bis April 1976 wöchentlich ausgestrahlt wurden. Bei den ersten zwölf Episoden führte Eberhard Hauff laut der Internet Movie Database Regie. Weitere Episodenregisseure waren Reinhard Schwabenitzky, Wolfgang F. Henschel, Franz Geiger und Peter Weck.
Die Serie wurde 1978 mit Wie das Leben so spielt fortgesetzt. Ab dem 10. Mai 1978 wurde die Serie auch wöchentlich im Schweizer Fernsehen der deutschen und rätoromanischen Schweiz (SF DRS) ausgestrahlt.

## Episodenübersicht
| Nr. | Titel                           |
| --- | ------------------------------- |
| 1.  | Zu dick um zu arbeiten          |
| 2.  | Für die Justiz abgeschlossen    |
| 3.  | Geboren in Ägypten              |
| 4.  | Ein neuer Anfang                |
| 5.  | Versetzung gefährdet            |
| 6.  | Uniform macht Leute             |
| 7.  | Der Konsul von Towo             |
| 8.  | Ehe ausgeschlossen              |
| 9.  | Familie Engelkamp               |
| 10. | Der Ausweg                      |
| 11. | Herr Schäufele und das Gericht  |
| 12. | Häuschen im Grünen              |
| 13. | Der Bürgermeister               |
| 14. | Verlust einer beweglichen Sache |
| 15. | Der einzige Zeuge               |
| 16. | Karriere verschoben             |
| 17. | Gimpel paaren sich im Dezember  |
| 18. | 30 Jahre später                 |